# Frankliniella bagnalliana
Frankliniella bagnalliana (лат.) — вид трипсов рода Frankliniella (Thripinae, Thysanoptera). Северная Америка.

## Описание
Этот вид включён в группу F. minuta, чьи представители имеют короткие волоски OC3 и довольно компактные усиковые сегменты. Комбинация признаков и состояний отличает F. bagnalliana от других членов группы. К ним относятся: длина волосков B1 короче длины IX тергита брюшка, голова обычно с волосками PO1, а волоски AM менее 30 мкм. Отличительные признаки: тело тёмное, передние крылья тёмные, базально бледные, ноги тёмные с нечёткой штриховкой бёдер и голеней от тёмного к бледному. Строение. Голова с волосками PO1, волоски OC3 короткие и в положении 2B. Пронотум с 2 волосками mAM. У тергита VIII заднебоковой гребень брюшка полный. У брюшного тергита IX волоски B1 равны или короче длины тергита X. Вид впервые описал американский энтомолог Джозеф Дуглас Худ (1889—1966).